# Xã Lodi, Quận Athens, Ohio
Xã Lodi (tiếng Anh: Lodi Township) là một xã thuộc quận Athens, tiểu bang Ohio, Hoa Kỳ. Năm 2010, dân số của xã này là 1.425 người.